# Massa (kommun i Marocko)
Massa (franska: Massa (CR), Massa (Commune Rurale), arabiska: انشادن) är en kommun i Marocko.   Den ligger i provinsen Chtouka-Aït Baha och regionen Souss-Massa, i den centrala delen av landet, 500 km sydväst om huvudstaden Rabat. Antalet invånare är 7 511.